# Біланс-Енанс
Біланс-Енанс (фр. Billens-Hennens) — громада  в Швейцарії в кантоні Фрібур, округ Глан.

## Географія
Громада розташована на відстані близько 55 км на південний захід від Берна, 23 км на південний захід від Фрібура.
Біланс-Енанс має площу 4,9 км², з яких на 6,5% дозволяється будівництво (житлове та будівництво доріг), 80,2% використовуються в сільськогосподарських цілях, 13,3% зайнято лісами, 0% не є продуктивними (річки, льодовики або гори).

## Демографія
2019 року в громаді мешкало 786 осіб (+18,7% порівняно з 2010 роком), іноземців було 17,3%. Густота населення становила 161 осіб/км².
За віковим діапазоном населення розподілялося таким чином: 20,4% — особи молодші 20 років, 64% — особи у віці 20—64 років, 15,6% — особи у віці 65 років та старші. Було 303 помешкань (у середньому 2,5 особи в помешканні).
Із загальної кількості 335 працюючих 40 було зайнятих в первинному секторі, 22 — в обробній промисловості, 273 — в галузі послуг.